# Grúzia vasúti közlekedése
Grúzia vasúthálózatának hossza 1612 km, ebből 1575 km 1520 mm, 37 km pedig 912 mm nyomtávú. Grúzia vasúti hálózatát az állami tulajdonban lévő Grúz Vasutak (Szakartvelosz Rkinigza) működteti.

## Vasúti kapcsolata más országokkal
- Abházia - igen, de 1993-ban az Enguri határfolyó feletti híd lerombolva, jelenleg nem üzemel
- Dél-Oszétia - igen (Gori-Chinvali), 1992 óta nem üzemel
- Oroszország - nem (csak Abházián keresztül)
- Azerbajdzsán - igen
- Örményország - igen
- Törökország - igen (Kars–Tbiliszi–Baku-vasútvonal)